# Datatilsynet (Norge)
Datatilsynet är ett norskt oberoende förvaltningsorgan som ligger under Fornyings- og administrasjonsdepartementet, upprättat 1 januari 1980. Datatilsynets arbetsuppgifter är att övervaka personupplysningslagen.

## Generaldirektörer i Datatilsynet
- Helge Seip (1980-1989)
- Georg Apenes (1989-2010)
- Ove Skåra (tillförordnad)
- Bjørn Erik Thon (2010-)